# Haakon IV van Noorwegen
Haakon Håkonsson, bijgenaamd Haakon de Oude (1204 – Kirkwall, 15 december 1263) was van 1217 tot 1263 koning van Noorwegen. Tijdens zijn 46 jaar durende regering kwam middeleeuws Noorwegen tot zijn hoogtepunt.

## Achtergrond
Haakons moeder was Inga van Varteig. Zij beweerde dat koning Haakon III Sverresson de vader was van haar zoon. Ze werd in deze bewering gesteund door verschillende volgers van Haakon III en mede doordat Haakon III in 1203 inderdaad een reis naar Varteig, in wat nu Østfold is, had gemaakt, zou de Birkebeinerpartij Haakon IV dan ook erkennen als zoon van de overleden koning.

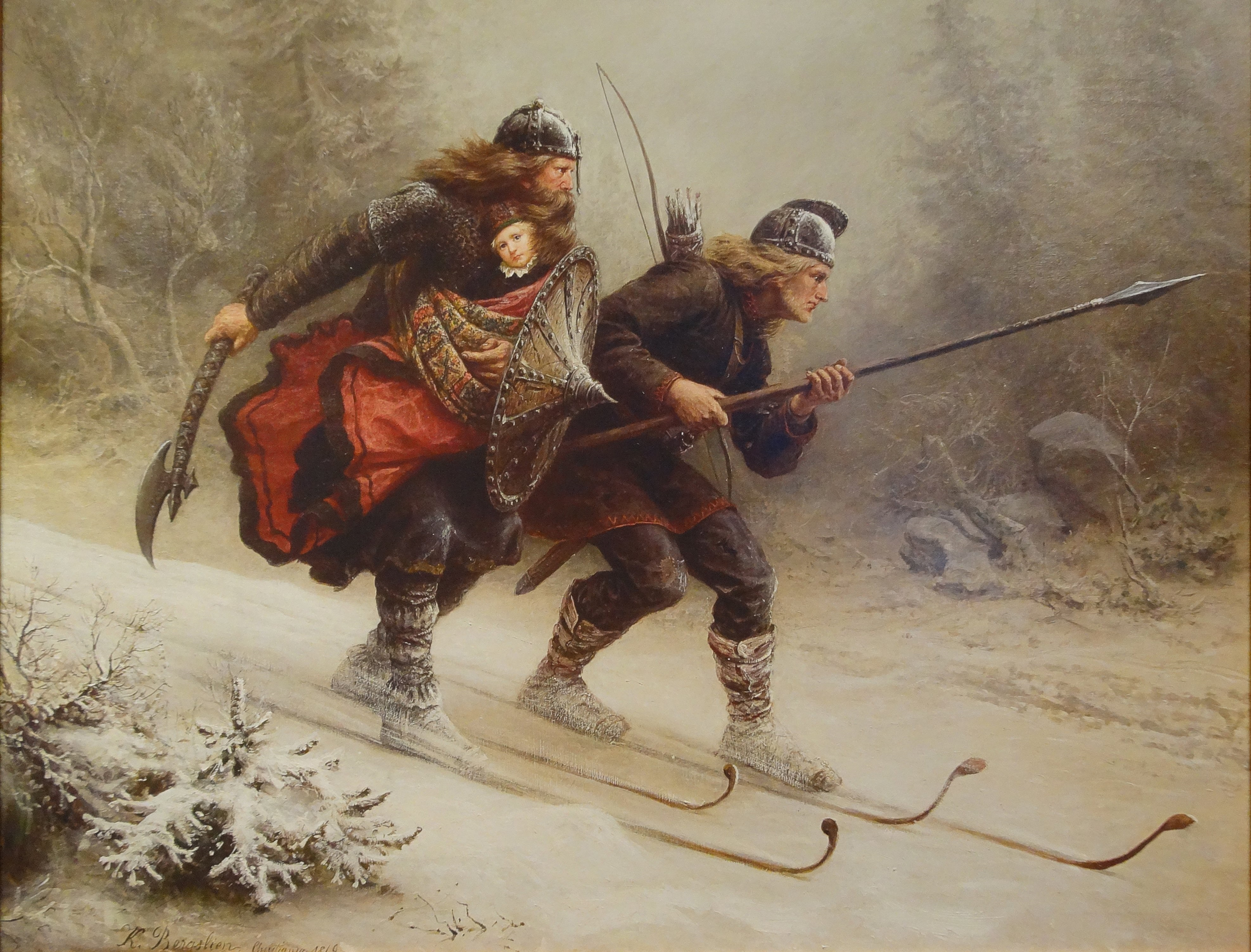
19e-eeuwse verbeelding van de redding van het kind Haakon door de Birkebeiners.

Haakon werd in een gebied geboren dat onder controle stond van de Baglipartij en de claim van zijn moeder plaatste hen in een zeer kwetsbare positie. In 1206 probeerde de Baglipartij voordeel uit deze situatie te halen en begon een klopjacht op Haakon IV.
Een groepje strijders van de Birkebeiners konden met de jonge Haakon vluchten naar het hof van koning Inge II Brådsson in Nidaros. Tijdens hun tocht kwamen ze in een sneeuwstorm terecht en alleen de twee sterkste strijders, Torstein Skevla en Skjervald Skrukka, konden de reis op hun ski's, met het kind in hun armen, vervolgen. Zij brachten de jonge erfgenaam in veiligheid. Deze gebeurtenis wordt nog altijd herdacht door jaarlijks het belangrijkste ski-evenement te organiseren, de Birkebeiner Ski Race.

## Regeringstijd
Het geredde kind werd onder bescherming van Inge II Brådsson geplaatst. Na Inges dood in 1217 werd Haakon tot koning gekozen. Jarl Skule Bårdsson, al tijdens Inges ziekte aangesteld als jarl (regent) over Noorwegen, bleef de eerste jaren nog als jarl aan. De Kerk weigerde hem in het begin te erkennen, deels op grond van zijn buitenechtelijke afkomst. In de zomer van 1217 onderging Inga een succesvolle ´proeve ter oordeel´ in Bergen om Haakons vaderschap van haar zoon aan te tonen, in verband met de strijd om de koninklijke verkiezing, want alleen nakomelingen van koninklijken bloede konden volgens de geldende wet op de troon worden gekozen. De andere kandidaten voor de troon waren:
Guttorm Ingesson, de dan 11-jarige buitenechtelijke zoon van Inge II,
Knut Haakonsson, de legitieme zoon van de jarl Haakon ´Galen´ die bij zijn moeder Kristin verbleef in Västergötland, Zweden,
jarl Skule Bårdson, die zijn claim baseerde op het feit dat hij de meest verwante nog levende persoon van Inge II was,
Sigurd Ribbung, die op dat moment een gevangene van Skule Bårdson was.
Haakon werd als koning van Noorwegen gekozen op grond van zijn directe afstamming van koning Haakon III, Inges voorganger. In 1223 werd een grote bijeenkomst georganiseerd waar alle bisschoppen, de jarls, de leenmannen en andere prominente mannen tezamen kwamen en uiteindelijk besloten dat Haakon terecht op de troon zat.
In 1217 overleed ook Filippus Simonsson, de laatste Baglikoning. Door snel en handig handelen op zowel politiek als militair gebied kon jarl Skule Bårdson een verzoening tot stand brengen tussen de Birkebeiners en de Baglipartij, de hereniging van het koninkrijk. Desondanks zouden enkele ontevreden lieden onder de Bagli een nieuwe troonskandidaat, Sigurd Ribbung, naar voren schuiven en organiseerden ze een nieuwe opstand in de oostelijke streken van Noorwegen. Deze werd in 1227 bedwongen en Haakon IV was nu de enige koning in Noorwegen.
De eerste jaren onder Haakons regering werd Noorwegen door de jarl Skule Bårdsson bestuurd. Al aan het begin werd besloten dat Skule Bårdsson over een derde deel van het rijk zou regeren als jarl. Skule Bårdsson hielp Haakon ook bij de onderwerping van Sigurd Ribbungs opstand in het oosten. Maar de verstandhouding tussen Haakon en Skule werd meer en meer gespannen toen Haakon ouder werd en een beroep op zijn rechten als koning deed. In een poging tot verzoening trouwde Haakon in 1225 met Skules dochter Margaret Skulesdotter. In 1239 kwam het tot een openlijke strijd tussen de twee toen Skule Bårdsson zichzelf tot koning benoemde in Nidaros. De rebellie eindigde in 1240 toen Skule werd vermoord. De rebellie zou eveneens tot de dood leiden van Snorri Sturluson. Skule Bårdssons andere schoonzoon, Knut Haakonsson, had niet aan de revolte deelgenomen maar was koning Haakon trouw gebleven. Deze laatste rebellie wordt doorgaans als het einde beschouwd van de periode van de Noorse burgeroorlogen.
Daarna werd Haakons regeringstijd gemarkeerd door binnenlandse rust en voorspoed wat in tijden in Noorwegen al niet meer had plaatsgevonden. Het was het begin van wat bekend zou raken als de Gouden Eeuw van het middeleeuwse koninkrijk Noorwegen.
In 1239 werd zijn (dan 7-jarige zoon) Haakon de jonge als koning en mederegent naast zijn vader benoemd, maar hij overleed al in 1257, nog voor zijn vader. Hierop werd Haakons tweede zoon Magnus als koning en mederegent aangesteld. De benoeming van mederegenten gebeurde om op deze wijze de opvolging bij het overlijden van de koning vloeiend te laten verlopen en zo het herhalen van de achterliggende periode te voorkomen. Zo lang Haakon IV leefde, bleef hij de onbetwistbare koning van het koninkrijk.
In 1247 verwierf Haakon ook de erkenning van de paus en kardinaal Willem van Sabina kwam naar Haakons hoofdstad Bergen om hem te kronen.

## Buitenland
De Hebriden en de Orkneyeilanden waren al Noors bezit. In 1256 organiseerde Haakon een veldtocht naar de Deense provincie Halland en verwierf deze. In 1261 ging ook de daar verblijvende Noorse gemeenschap op Groenland akkoord om zich te onderwerpen aan de Noorse koning. In 1262 volbracht Haakon een van zijn lang gekoesterde wensen toen ook IJsland onder Noorse heerschappij kwam te vallen. Het koninkrijk Noorwegen bereikte nu zijn grootste omvang ooit. In 1262 veroverde koning Alexander III van Schotland de Hebriden, en begon daarmee de Schots-Noorse Oorlog. Dit noopte Haakon, in 1263, om met een machtige vloot naar de Hebriden te trekken. Haakon heroverde de Hebriden op de Schotten, en ondernam enige rooftochten op het Schotse vasteland. Er werden onderhandelingen tussen Haakon en de Schotten gevoerd die door de Schotten met opzet werden gerekt om de positie van Haakon te verzwakken, die steeds moeilijker zou worden hoe langer hij zijn vloot bij elkaar zou moeten houden zo ver weg van Noorwegen. Een Ierse delegatie benaderde Haakon met het aanbod om zijn vloot voor de winter te bevoorraden als Haakon in ruil daarvoor zijn steun zou geven aan de Ieren tegen de Engelsen. Haakon zelf stond gunstig tegenover dit voorstel maar zijn manschappen weigerden. Uiteindelijk week de vloot voor de winter uit naar de Orkneyeilanden. Een groot deel van zijn vloot werd door een storm verspreid en ging  ten onder.

## Overlijden
Tijdens zijn verblijf op de Orkneyeilanden, waar hij logeerde in The Bishop's Palace bij de bisschop te Kirkwall, werd Haakon ziek en overleed hij op 15 december 1263. Haakon werd voor de winterperiode in de Sint-Magnuskathedraal van Kirkwall begraven. In de lente werd hij opgegraven en naar Noorwegen overgebracht. Daar werd Haakon begraven in de kathedraal van Bergen. De kathedraal werd in 1531 verwoest en de plaats is vandaag de dag gemarkeerd met een monument.

## Nageslacht

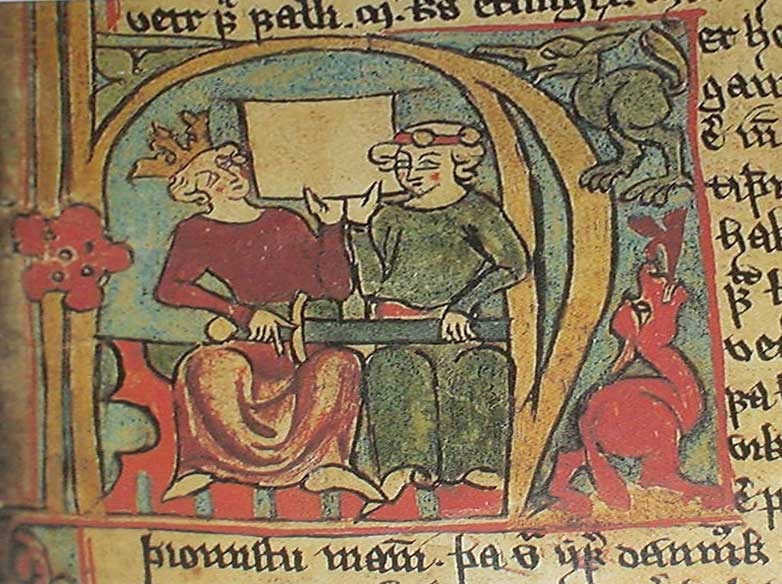
Haakon IV, en zijn zoon Magnus, uit Flateyjarbók

Bij zijn minnares Kanga de Jonger:
Sigurd (Sigurðr) (voor 1225-1254)
Cecilia (voor 1225-1248), gehuwd met Gregorius Andresson (een neef van Filippus Simonsson) en na zijn dood met Harald (Haraldr) (de vazal koning van Haakon op de Hebriden). Het huwelijk vond in Bergen plaats en op de reis naar de Hebriden zouden ze beiden verdrinken.
Bij zijn echtgenote Margret Skuladotter:
Olav (Óláfr) (1226-?), en gestorven tijdens zijn kindertijd (voor 1239)
Håkon (Hákon) (Håkon de jonge) (1232-1257) gehuwd met Rikissa Birgersdotter (een dochter van de Zweedse jarl Birger)
Christina (Kristin) (1234-?), gehuwd met prins Ferdinand (een broer van koning Alfons X van Castilië). Ze stierf kinderloos.
Magnus (1238-1280), gehuwd met de Deense prinses Ingeborg

## Bron
De hoofdbron van informatie die over Haakon IV gaat, is de Hákonar saga Hákonarsonar welke geschreven is in de jaren 1260 enkele jaren na zijn overlijden. Het werk werd in opdracht van Magnus VI geschreven door de IJslandse schrijver en politicus Sturla Þórðarson die een neef was van de beroemde historicus Snorri Sturluson.
Een literaire handeling van Haakons worstelingen met Skule Bårdsson kan worden gevonden in Hendrik Ibsens stuk The Pretenders (1863).